# Hardifort
Hardifort (westflämisch Harrevôorde, Aussprache [aʁdifɔʁ]) ist eine französische Gemeinde mit 389 Einwohnern (Stand: 1. Januar 2022) im Département Nord in der Region Hauts-de-France. Sie gehört zum Arrondissement Dunkerque und ist Mitglied im Gemeindeverband Cœur de Flandre Agglo. Die Einwohner werden Hardifortois und Hardifortoises genannt.

## Geografie

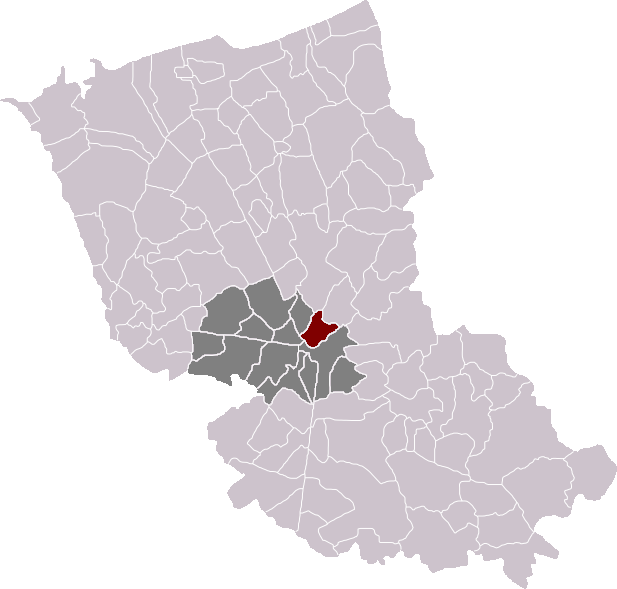
Lage von Hardifort im Arrondissement Dunkerque

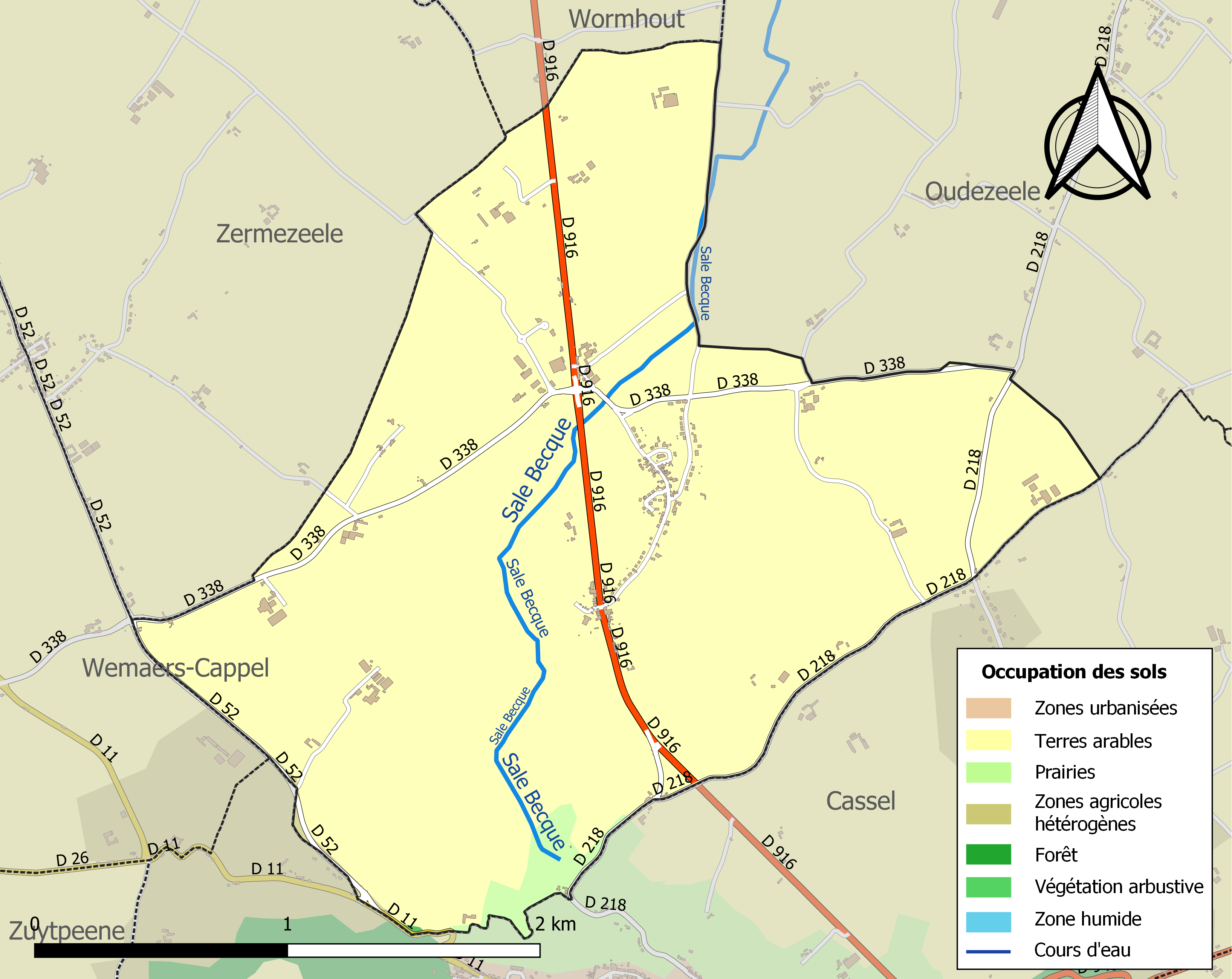
Bodennutzung, Hydrografie und Infrastruktur der Gemeinde (2018)

Hardifort liegt in Französisch-Flandern, etwa 25 Kilometer südsüdöstlich von Dünkirchen und etwa 46 Kilometer westnordwestlich von Lille. Die Gemeinde befindet sich in der Région naturelle Houtland am Nordrand der Hügelkette Monts de Flandre. Sie wird entwässert von der Sale Becque, die im äußersten Süden des Gemeindegebiets entspringt und es von Süd nach Nord durchströmt, Weitere Fließgewässer sind das zeitweise trockenfallende Flüsschen Hardifort, die Becque d’Oudezeele und verschiedene kleinere Bäche. Das Zentrum liegt auf einer Höhe von etwa 35 m. Das Gemeindegebiet ist flach, steigt aber im Süden rasch auf 130 m an.
Fast die gesamte Fläche der Gemeinde wird landwirtschaftlich genutzt (Stand: 2018).
Umgeben wird Hardifort von den fünf Nachbargemeinden:
|                | Wormhout                                    | Oudezeele |
| Zermezeele     | Kompassrose, die auf Nachbargemeinden zeigt |           |
| Wemaers-Cappel | Cassel                                      |           |

## Etymologie und Geschichte
Hardifort wurde 1140 unter dem Namen „Hardinfort“ erwähnt, in der Folge als „Hardigford“ (1144), „Hardingford“ (1148). Der Name leitet sich aus dem germanischen Hardinga furdu ab, der Furt der Menschen von Hardo. Die Römerstraße von Cassel nach Wylder überquerte die Sale Becque.

## Bevölkerungsentwicklung

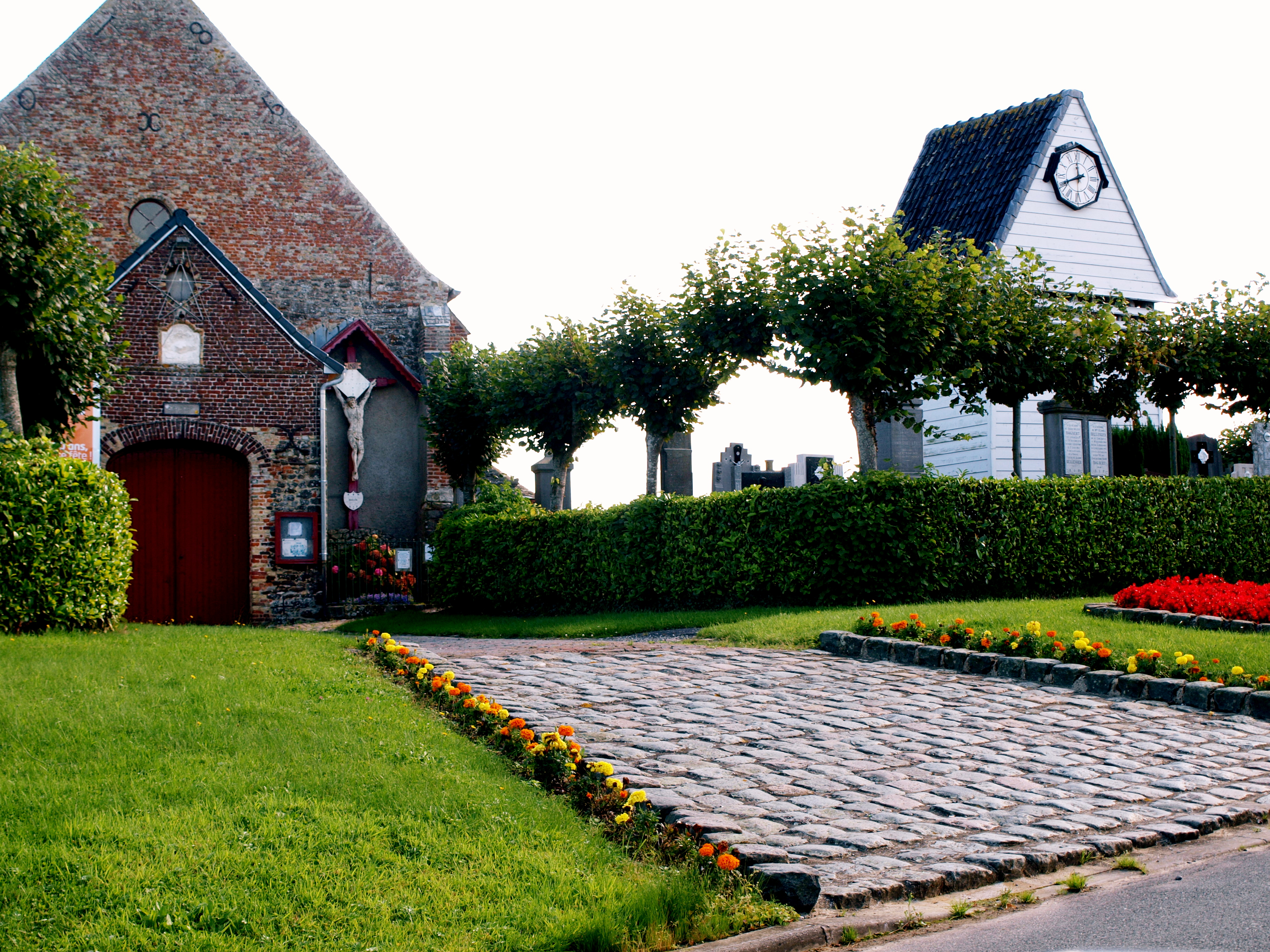
Kirche Saint-Martin mit separatem Glockenturm (Klockhuis / maison des cloches)

| Jahr                       | 1962 | 1968 | 1975 | 1982 | 1990 | 1999 | 2006 | 2013 | 2020 |
| Einwohner                  | 395  | 345  | 328  | 338  | 360  | 366  | 399  | 371  | 401  |
| Quellen: Cassini und INSEE |      |      |      |      |      |      |      |      |      |

## Sehenswürdigkeiten
- Kirche Saint-Martin. Ihr Glockenturm (Klockhuis) aus dem frühen 19. Jahrhundert ist seit 1989 als Monument historique eingeschrieben.

## Verkehr
Die Departementsstraße D 916, die ehemalige Route nationale 16 von Sarcelles über Cassel nach Dünkirchen über Wormhout, durchquert die Gemeinde von Süd nach Nord. Die nachgeordneten Departementsstraßen D 52 uns D 218 werden entlang an der südwestlichen bzw. südöstlichen Gemeindegrenze geführt. Die D 338 verbindet Hardifort mit Wemaers-Cappel im Südwesten. Busse einer Linie der Transportgesellschaft Arc-en-Ciel des Départements Nord fahren zwischen Dünkirchen und Hazebrouck.